# Rhizophora apiculata
Rhizophora apiculata är en tvåhjärtbladig växtart som beskrevs av Carl Ludwig von Blume. Rhizophora apiculata ingår i släktet Rhizophora, och familjen Rhizophoraceae. IUCN kategoriserar arten globalt som livskraftig. Inga underarter finns listade i Catalogue of Life.